# Карташёв, Константин Кириллович
Константин Кириллович Карташёв (Карташов) (1904—1959) — советский организатор промышленности и партийный деятель, кандидат в члены ЦК ВКП(б) в 1939—1952 гг. Член КПСС с 1927 года. Капитан госбезопасности.

## Биография
Родился в г. Шахты Ростовской области в шахтёрской семье. В 1928 году окончил Сталинский (Донецкий) горный институт.
Занимаемые должности:
- с 1928 инженер шахты № 22 Голубовского рудника. В 1929 году предложил способ непрерывной выемки угля .
- 26 января—10 февраля 1934 года делегат XVII съезда ВКП(б) с решающим голосом от Донецкой парторганизации[1].
- 1935—1937 директор шахты № 22 «Голубовка»
- 1937—1938 директор треста «Артёмуголь»;
- с 11 ноября 1938 г. — зам. наркома тяжелой промышленности СССР;
- с 28 января 1939 г. — 1-й зам. наркома топливной промышленности СССР;
- с 8 мая 1941 г. — начальник Управления лагерей топливной промышленности НКВД СССР;
- с 7 июля 1941 г. — 1-й зам начальника ГУЛГМП НКВД СССР;
- с 13 августа 1942 г. — зам. начальника ГУЛЖДС НКВД СССР по топливным предприятиям;
- с 1944 г. — начальник комбината «Ростовуголь» (г. Шахты);
- с 1947 г. — начальник Главного управления Госгортехнадзора при Совете Министров СССР;
- с 1953 г. — зам. начальника технического отдела Главной государственной горно-технической инспекции Министерства угольной промышленности СССР;
- с 1954 г. — старший инженер там же;
- с 1955 г. — инженер там же.

В сентябре 1941 года присвоено звание капитана госбезопасности.
В 1939—1952 гг. кандидат в члены ЦК ВКП(б). Депутат Верховного Совета СССР 1 и 2 созывов.
Похоронен в Москве на Новодевичьем кладбище.
Награждён двумя орденами Ленина (8.2.1931 № 207, 1.1.1948), орденом Трудового Красного Знамени (17.2.1939).
В городе Кадиевка (Стаханов) в 1936 году в честь Карташева была названа улица, позднее переименованная в улицу Дзержинского .